# Philippus-Kirche (Berlin-Tegel)

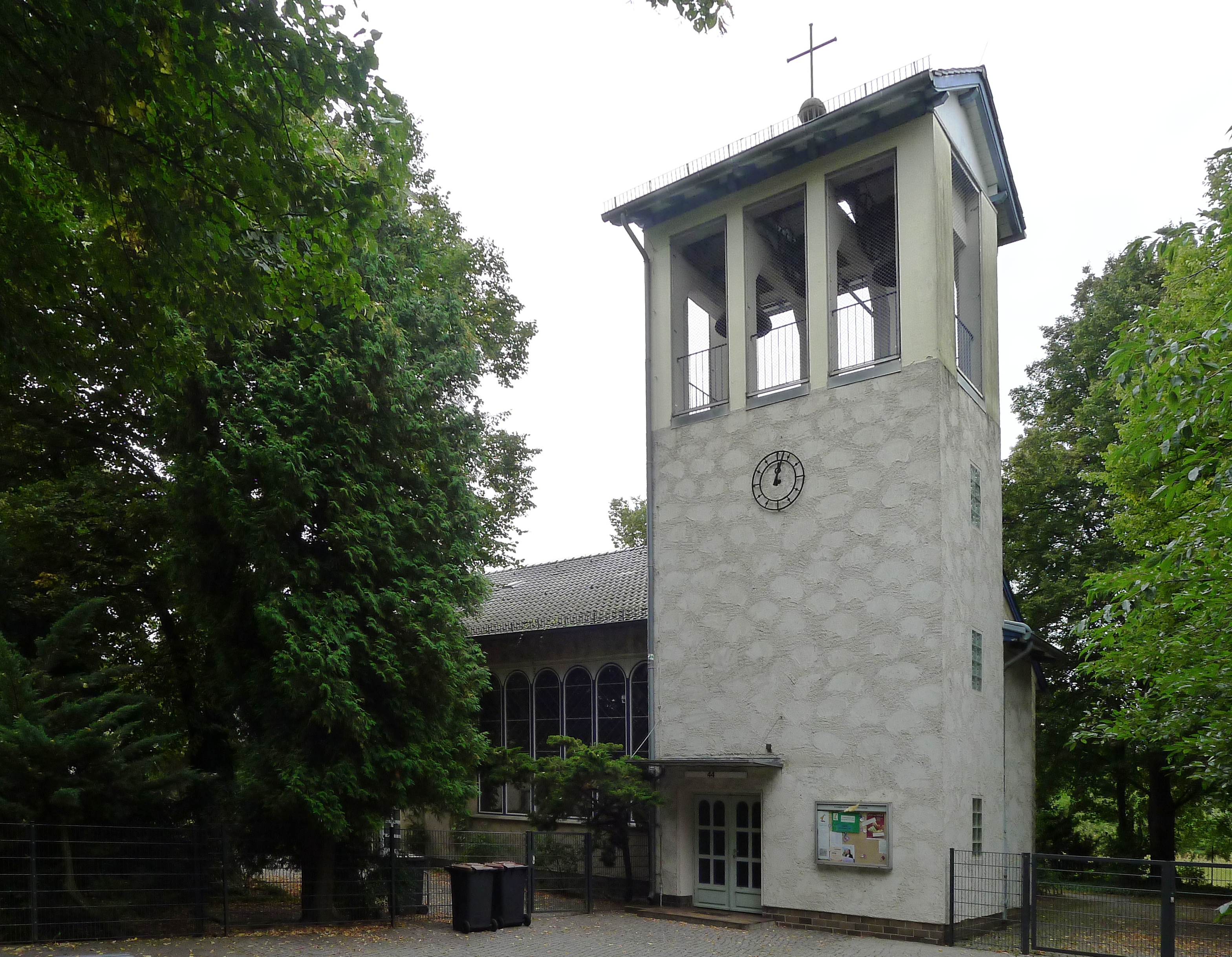
Philippus-Kirche

Die evangelische Philippus-Kirche (ⓘ) steht im Ascheberger Weg 44 im Berliner Ortsteil Tegel des Bezirks Reinickendorf. Die Saalkirche mit seitlich vorgesetztem Glockenturm wurde von Walter Krüger im Heimatschutzstil entworfen.

## Geschichte
Gottesdienst wurde in der Siedlung „Waldidyll“ im Schwerinhaus der Stadtmission in der Sterkrader Straße 23 abgehalten, weil die Dorfkirche Tegel zu weit entfernt war. Seit 1948 hatten Gemeindeglieder begonnen, für den Bau einer Kirche in Tegel-Süd Geld zu sammeln, 1954 wurde ein Kirchenbauverein gegründet und am 11. August 1954 beschloss der Gemeindekirchenrat Tegel einen Gemeindestützpunkt in der Siedlung „Waldidyll“ zu errichten. Am 8. April 1956 war die Grundsteinlegung und am 7. April 1957 fand die Einweihung der Kirche statt. Die Baukosten der Kirche und der anderen Räume im Ascheberger Weg betrugen 180.000 Mark. Am 11. Oktober 1958 war die Orgel fertiggestellt. Seit dem Reformationstag 1967 trägt die Kirche den Namen Philippus-Kirche (nach Philipp Melanchthon).

## Baubeschreibung
Die Kirche besteht in traditioneller Grundstruktur aus einem schlichten rechteckigen Saal, der mit einem Satteldach bedeckt ist. Ihr ist halb in den Saal der Glockenturm seitlich eingestellt; er trägt ebenfalls ein Satteldach. In seinem offenen Glockenstuhl hängt ein Geläut aus drei Bronzeglocken, das 1957 von Petit & Gebr. Edelbrock gegossen wurde.
| Schlagton | Gewicht (kg) | Durchmesser (cm) | Höhe (cm) | Inschrift |
| --------- | ------------ | ---------------- | --------- | --------- |
| fis′      | 810          | 110              | 95        | HOFFNUNG  |
| gis′      | 550          | 98               | 79        | GLAUBE    |
| h′        | 310          | 81               | 68        | LIEBE     |

Die Längswände des Kirchenschiffs haben eine große Glasfläche aus schmalen und hohen Bogenfenstern.